# Picea glehnii
Picea glehnii é uma espécie de conífera da família Pinaceae.
Pode ser encontrada nos seguintes países: Japão e Rússia.